# Pelourinho de Oliveira do Hospital
O Pelourinho de Oliveira do Hospital é um pelourinho situado no Largo Cabral Metelo, na atual freguesia de Oliveira do Hospital e São Paio de Gramaços, no município de Oliveira do Hospital, distrito de Coimbra, em Portugal.
Está classificado como Imóvel de Interesse Público desde 1933.
Trata-se de um monumento tipicamente manuelino, de granito. A coluna tem um fuste formado por quatro toros torcidos ligados em movimento helicoidal, que terminam em capitel oitavado decorado com quadrifólios. Os três degraus, de planta quadrangular, e o plinto circular onde assenta o conjunto são do século XX.